# 佐德柯柯
佐德柯柯(1981年—) 是一位缅甸社会活动家。他由于参加了88一代学生小组而遭到监禁，刑期11年，对他的拘禁遭到包括大赦国际在内的多个人权组织的谴责。他从2005年开始接触该学生小组，在其中主要负责向外界传递游行示威的消息。88一代学生小组参加了2007年8月的番红花革命，佐德柯柯参与了多个集会，最出名的是8月23日的游行。2008年11月21日开始，他被关押在永盛监狱。